# Filitosa
Filitosa es un yacimiento arqueológico situado en Sollacaro, en el valle del Taravo, en Córcega del Sur. El yacimiento estuvo ocupado desde principios del Neolítico hasta la Edad Media, pero principalmente durante la Edad del Bronce. Hay tres monumentos de la cultura torreana y trece estatuas-menhires pertenecientes al grupo corso.

## Historia
El yacimiento fue señalado en 1946 por Charles-Antoine Cesari, propietario del terreno: el complejo estaba enterrado bajo la maquia y considerado localmente como un antiguo convento. Informó de su descubrimiento a Roger Grosjean en 1954, quien excavó el lugar de 1957 a 1972.
El yacimiento fue clasificado como monumento histórico, la primera vez el 4 de diciembre de 1967 y la segunda el 10 de diciembre de 1980. Figura en la lista de los «100 lugares históricos de interés común para los países del Mediterráneo».

## Yacimiento
El yacimiento corresponde a una elevada colina (de unos 60 m de altitud) y 128 m de longitud y 40 m de anchura media, por encima del arroyo Barcajolo, en un lugar llamado Turrichju («lugar de torres») descrito impropiamente por Grosjean  como una «fortaleza sobre un promontorio». La excavación de la torre central (en corso, torra, pl. torre)  descubrió cuarenta y cinco fragmentos de monolitos, entre ellos trece estatuas-menhires que debían proceder de uno o varios alineamientos cercanos, y herramientas líticas (piedras de molino, morteros, muelas) utilizadas como recambios en la muralla. La destrucción de estos alineamientos podría datar de principios de la Edad del Hierro, cuando se reconstruyó el castellu, o más tarde, cuando los monjes se instalaron en el lugar en la Edad Media. La disposición de las estatuas-menhires actualmente visibles en el emplazamiento corresponde únicamente a una planificación turística. En las inmediaciones se puede ver una cantera de granito.

### Castellu
El «castellu» es un recinto formado por grandes peñascos que delimitan un área tabular de unos 6000 m2, enmarcado en sus extremos oriental y occidental por dos torres. Se compone de un edificio central circular rodeado de casas oblongas yuxtapuestas con muros curvilíneos construidos con escombros de granito. Estaban techadas. En el interior, la única estructura encontrada es una chimenea con fondo plano  de arcilla. La torra oeste conserva varias habitaciones en la planta baja, pero la salida de una escalera indica que originalmente tenía un piso superior.

### Estatuas menhires
Se trata de estatuas de silueta maciza, a veces geométrica (Filitosa V, Tappa II). El rostro está bien representado (Filitosa VI, IX y XIII), con los ojos y la boca hundidos y la nariz y la barbilla en relieve. Las orejas están sugeridas (Filitosa IV). Los hombros están bien definidos (Filitosa III y IV). Varias figuras van armadas, ya sea con una espada (Filitosa I y VI) o un puñal (Filitosa V), a veces suspendido de un arnés escapulario (Filitosa VII). La protuberancia de la cabeza se interpreta como un casco. En la espalda, los omóplatos están en relieve y la columna vertebral hundida; en la estatua Filitosa X, las costillas son visibles.

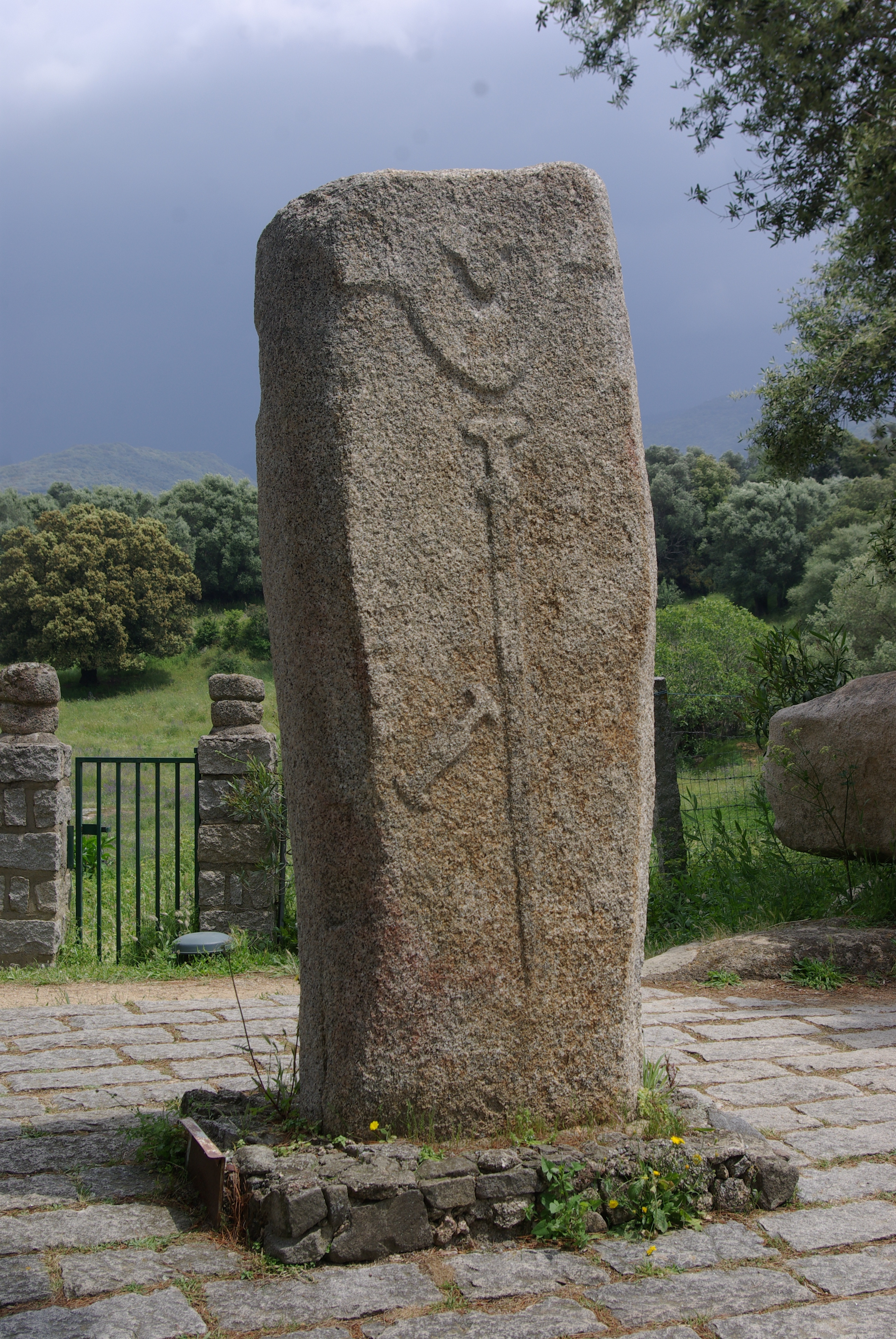
Filitosa V (de frente).
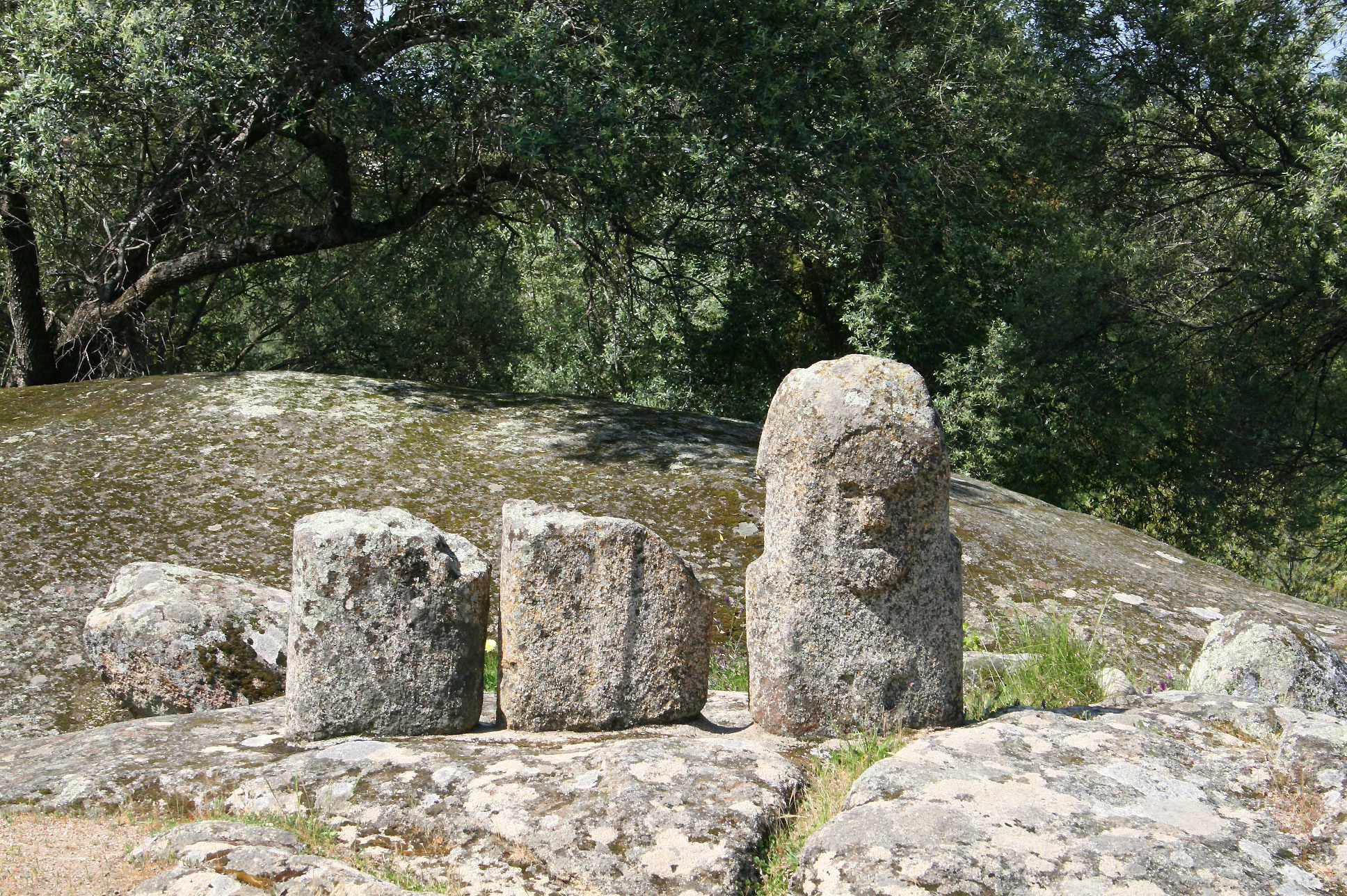
Filitosa VI (fragmentos).
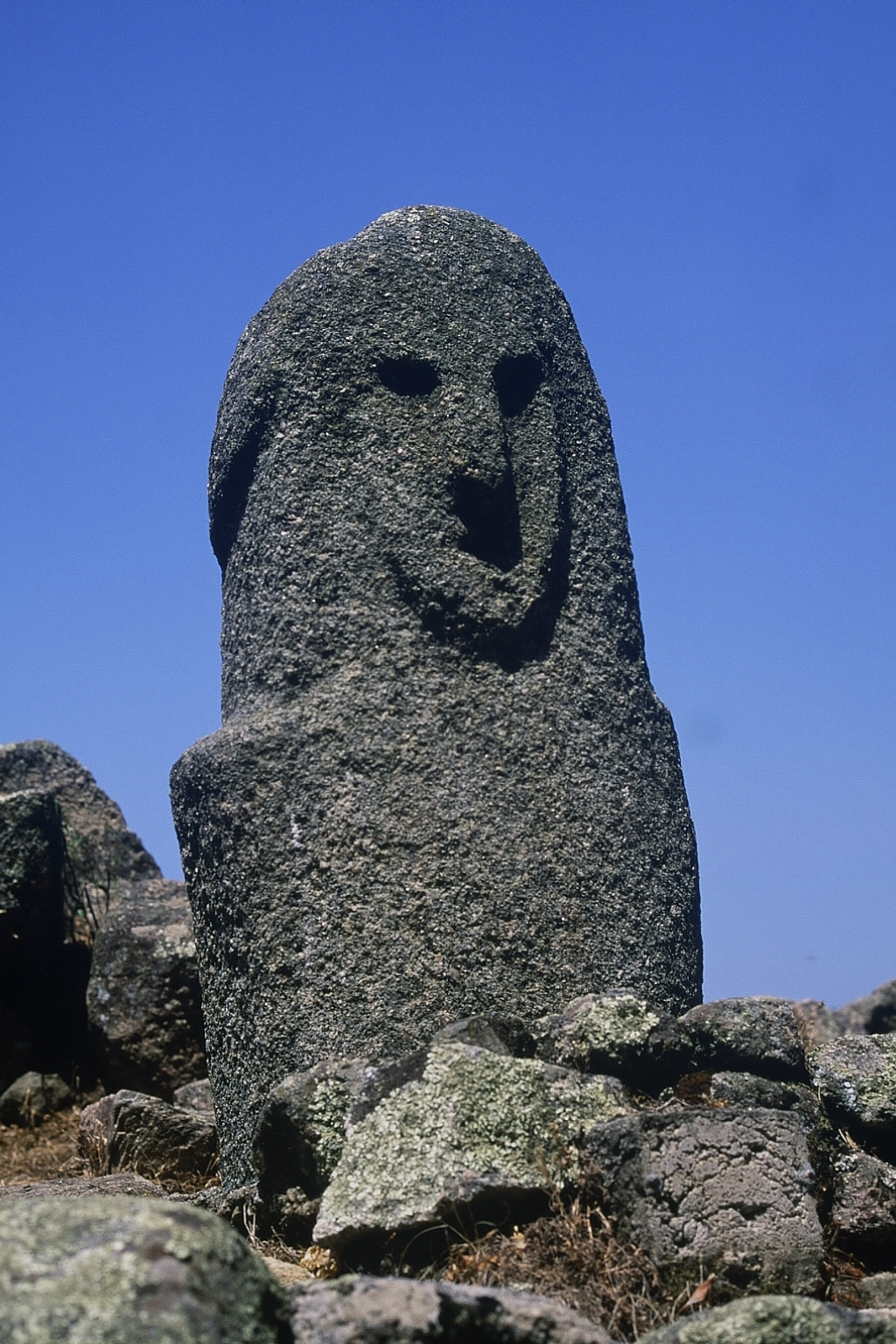
Filitosa IX (de frente).
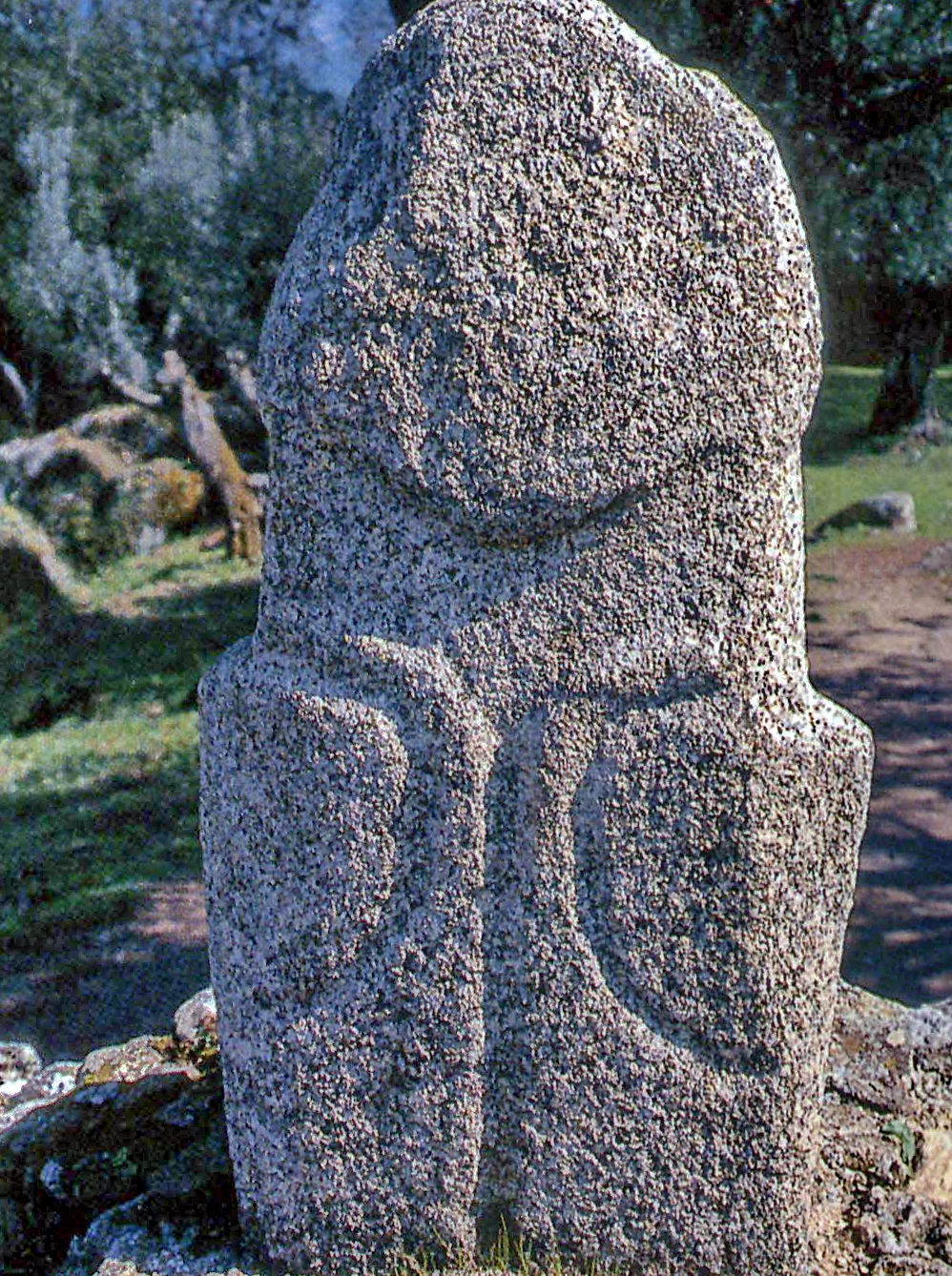
Filitosa IX (de espalda).

| Estatua-menhir | Altura | Grosor | Anchura       | Decoración |
| -------------- | ------ | ------ | ------------- | --- |
| Filitosa I     | 2,10 m | 0,32 m | 0,50 m        | Espada de 0,82 m a través del frente. Trabajado atrás. |
| Filitosa II    | 1,97 m | 0,30 m | 0,50 m        | Muy erosionada. Cara visible pero sin arma aparente. Dorso tallado. |
| Filitosa III   | 2,30 m | 0,30 m | 0,45 m        | Cara claramente visible. Puñal inclinado. Espalda tallada. |
| Filitosa IV    | 2,96 m | 0,35 m | 0,55 m        | Cabeza con ojos hundidos. Puñal inclinado. Espalda tallada. |
| Filitosa V     | 2,95 m | 0,38 m | 0,95 m        | Rostro claramente visible. Gran espada vertical en bajorrelieve 1,37 m de longitud con pomo, daga acodada con pomo en su vaina. En la espalda, omóplatos y columna vertebral claramente visibles.                                                                             |
| Filitosa VI    | 1,99 m | 0,23 m | 0,50 m        | 3 fragmentos. Cara muy detallada. Espalda muy esculpida. |
| Filitosa VII   | 0,82 m | 0,30 m | 0,47 m        | Solo la parte superior. Espada vertical con pomo redondo suspendida de un arnés escapulario. Espalda tallada. |
| Filitosa VIII  | 0,69 m | 0,30 m | 0,46 m        | Solo la parte superior. Rostro «simiesco»: boca deformada y ojos muy juntos. |
| Filitosa IX    | 1,02 m | 0,22 m | 0,45 m        | Solo la parte superior. Rostro en bajorrelieve con rasgos regulares y simétricos. Cráneo en redondo. Sin arma. Espalda muy esculpida. |
| Filitosa X     | 0,89 m | 0,30 m | 0,46 m        | Solo la parte superior. Cara ovalada grabada. En la espalda, doce rectángulos dispuestos simétricamente a ambos lados de una línea vertical (¿costillas y columna vertebral?).                                                                                                |
| Filitosa XI    | 0,74 m | 0,30 m | 0,55 m        | Solo la parte superior. Rostro ovalado en relieve, ojos y boca hundidos. En la espalda, una protuberancia horizontal en la nuca inclinada hacia abajo (¿arnés?). |
| Filitosa XII   | 1,36 m | 0,23 m |               | Corte vertical. Cara y cuello discernibles. Hebilla del cinturón. |
| Filitosa XIII  | 1,01 m | 0,46 m | 0,46 m a 0,53 | Rostro en bajorrelieve: nariz, ojos y boca muy bien conservados, barbilla en relieve (¿barba?). Puñal vertical con pomo horizontal. En la espalda, protuberancia en la nuca, rasgos oblicuos esculpidos a ambos lados de un surco vertical (¿costillas y columna vertebral?). |
| Fuente         |        |        |               | |

A diferencia de las alineamientos de Cauria (I Stantari, Rinaghju), la alineación de las estatuas-menhires de Filitosa no debió de permanecer mucho tiempo en su lugar, y la reutilización de las piedras a partir de la Edad del Bronce Final «parece sugerir incluso un profundo rechazo de lo que estas estatuas representaban».
No todas las estatuas-menhires visibles en el yacimiento fueron descubiertas en Filitosa: algunas proceden de las inmediaciones (Barcajolo, Tappa) y de descubrimientos realizados en el Taravo por Roger Grosjean (Scalsa Murta, Micalona I y II) y traídas a Filitosa para su conservación.. El alineamiento visible al pie de la colina hacia el oeste es artificial.
| Estatua-menhir | Altura | Grosor | Anchura | Decoración |
| -------------- | ------ | ------ | ------- | --- |
| Scalsa-Mourta  | 1,10 m | 0,26 m | 0,45 m  | Fragmento de la parte superior. Cara erosionada pero orejas bien definidas. Espada con pomo horizontal suspendida de un arnés escapulario. Espalda muy ornamentada idéntica a la de Filitosa XIII. |
| Tappa I        | 2,45 m | 0,30 m | 0,50 m  | Cara ovalada. Garganta ancha que separa la cabeza del cuerpo. La nuca es redondeada. |
| Tappa II       | 0,58 m | 0,33 m | 0,47 m  | Fragmento de la parte superior. Cuello con dos «moños». |
| Fuente         |        |        |         | |